# 963-as busz (Budapest)
A budapesti 963-as jelzésű éjszakai autóbusz Hűvösvölgy és Nagykovácsi, Tisza István tér között közlekedik. A viszonylat üzemeltetését 2014. május 11-én BKV-tól a Volánbusz vette át, majd 2025-től a MÁV Személyszállítási Zrt. üzemelteti.

## Története
A 963-as vonalat 2006. november 3-án hozták létre Hűvösvölgy és Adyliget között, egy szolgálati járat meghirdetésével. 2007. január 12-étől menetrendjét a 956-os buszhoz hangolták. 2012. március 3-ától a nappali 63-as busz vonalát követve közlekedik Nagykovácsi, Tisza István térig.

## Útvonala
| Nagykovácsi, Tisza István tér felé |
| Hűvösvölgy vá. – Hűvösvölgyi út – Hidegkúti út – Máriaremetei út – Nagyrét utca – Nagykovácsi út – Kossuth Lajos utca – Nagykovácsi, Tisza István tér vá. |
| Hűvösvölgy felé |
| Nagykovácsi, Tisza István tér vá. – Kossuth Lajos utca – Nagykovácsi út – Nagyrét utca – Máriaremetei út – Hidegkúti út – Hűvösvölgyi út – Hűvösvölgy vá. |

## Megállóhelyei
| 0                                             | Hűvösvölgy végállomás                    | 15 | 956, 964 |
| 2                                             | Bátori László utca                       | 14 | 956, 964 |
| 3                                             | Bükkfa utca                              | 12 | 956      |
| 4                                             | Széchenyi utca                           | 11 | 956      |
| 4                                             | Villám utca                              | 10 |          |
| ∫                                             | Ady lépcső                               | 9  |          |
| 7                                             | Adyliget                                 | 8  |          |
| Budapest–Remeteszőlős közigazgatási határa    |                                          |    |          |
| 7                                             | BM iskola                                | 7  |          |
| 8                                             | Rácski telep                             | 6  |          |
| 9                                             | Mészégető                                | 5  |          |
| 9                                             | Erdészház                                | 5  |          |
| 10                                            | 13-as kilométerkő                        | 4  |          |
| Remeteszőlős–Nagykovácsi közigazgatási határa |                                          |    |          |
| 11                                            | Sebestyéndomb                            | 3  |          |
| 12                                            | Teleki-Tisza-kastély                     | 2  |          |
| 13                                            | Diófa utca (Posta)                       | 1  |          |
| 14                                            | Nagykovácsi, községháza                  | 1  |          |
| 15                                            | Nagykovácsi, Tisza István tér végállomás | 0  |          |

Jegyek és bérletek érvényessége:
Vonaljegy: Hűvösvölgy – Nagykovácsi, Tisza István tér
Budapest-bérlet és Budapest-jegyek: Hűvösvölgy – Adyliget
Környéki bérlet és környéki helyközi vonaljegy: Adyliget – Nagykovácsi, Tisza István tér
Környéki helyi bérlet: BM iskola – Nagykovácsi, Tisza István tér